# Killian Donnelly
Killian Donnelly (Kilmessan, 25 giugno 1984) è un attore e cantante irlandese, noto soprattutto come interprete di musical nel West End di Londra.

## Biografia
Donnelly, membro della St. Mary's Musical Society, inizia la propria carriera in Irlanda, dove lavora in differenti produzioni e scrive spettacoli per conto suo. Il suo primo ruolo è stato nel coro di The Wireman al Gaiety Theatre di Dublino. In seguito ricopre il ruolo di Rod in Cantando sotto la pioggia e Ethan in The Full Monty all'Olympia Theatre, Tony in West Side Story al Solstice Theatre, Aladdin in Aladdin e Collins in Michael Collins: A Musical Drama, entrambi alla Cork Opera House, il Principe azzurro in Cenerentola al Gaiety Theatre e fa parte del cast di Sweeney Todd: The Demon Barber of Fleet Street al Gate Theatre, lavorando a fianco a David Shannon.
Nel 2008 comincia a lavorare nel musical Les Misérables a Londra e nella versione concertale del musical con la Bournemouth Symphony Orchestra sull'isola di Wight, con Earl Carpenter e David Shannon. Come membro del cast è anche secondo sostituto per i ruoli di Javert ed Enjolras nella stagione 2009/2010, oltre a ricoprire occasionalmente il ruolo del protagonista Jean Valjean in svariate occasioni. Con il successivo cambio di cast, Donnelly comincia ad interpretare regolarmente Enjolras e viene inserito nella lista dei sostituti ufficiali per il ruolo di Jean Valjean. Il suo contratto in Les Misérables scade il 18 giugno 2011. Durante questo periodo, il 3 ottobre 2010, prende parte anche al concerto in occasione del venticinquesimo anniversario del musical all'O2 Arena, nel ruolo di Courfeyrac. Nel 2012 interpreta Combeferre nell'adattamento cinematografico del musical ad opera di Tom Hooper.
Il suo ruolo successivo è in un altro grande successo del West End, il musical di Andrew Lloyd Webber The Phantom of the Opera, nel quale interpreta Raoul de Chagny, lavorando accanto a John Owen-Jones, Earl Carpenter e Peter Jöback.  Prende parte anche a serie televisive, come I Tudors, The Open House, The Late Late Show e Showbands. Dal 12 novembre 2012 ricopre il ruolo di Tony Elliott nel musical di Elton John Billy Elliot the Musical, a cui segue l'interpretazione come Deco in The Commitments (2013) e quella in Memphis nel ruolo di Huey nel 2014, che gli vale una nomination al Laurence Olivier Award al miglior attore in un musical. Nel 2015 interpreta Charlie in Kinky Boots a Londra e per la sua performance è nuovamente candidato all'Olivier Award al miglior attore in un musical; dal dicembre 2016 interpreta Charlie nella produzione di Broadway. Dal giugno 2017 torna nella produzione londinese di Les Misérables, questa volta nel ruolo del protagonista Jean Valjean; nel giugno 2018 lascia la produzione londinese per unirsi al tour britannico e irlandese del musical, sempre nel ruolo del protagonista. Nel 2020 torna invece a recitare in The Phantom of the Opera, questa volta nel ruolo dell'eponimo protagonista nella tournée britannica; dal 2021 al 2023 torna a interpretare il Fantasma dell'Opera nella produzione stabile all'His Majesty's Theatre. Nel 2023 torna a recitare nella natia Irlanda, interpretando Bruce Bechdel in Fun Home in scena al Gate Theatre di Dublino, mentre nel 2024 torna a interpretare Jean Valjean nella tournée europea di Les Misérables: The Arena Spectacular che ha coinvolto anche l'Italia.
Dal 2022 è sposato con Louise Bowden, da cui ha avuto il figlio Tadhg nell'aprile 2020.

## Filmografia
- Les Misérables, regia di Tom Hooper (2012)

## Doppiatori italiani
Nelle versioni in italiano delle opere in cui ha recitato, Killian Donnelly è stato doppiato da:
- Edoardo Stoppacciaro in Les Misérables
- Alessandro Zurla ne I delitti della gazza ladra